# Белобородов, Валентин Михайлович
Валентин Михайлович Белобородов (17 сентября 1929 — 4 сентября 2013) — советский гравёр-оружейник I класса, медальер, народный художник Удмуртской Республики. Ученик ижевского мастера Л. М. Васева.

## Биография
- 1950 год: устроился на Механический завод художником-оформителем.
- 1956 год: поступил на обучение к Леонарду Васеву в Школу ружейного мастерства. По окончании обучения получил 7-й квалификационный разряд.
- с 1958 года оставлен работать при школе.
- 1972 год: был переведен в опытно-экспериментальный цех Mеханического завода

## Творчество
Оформитель более чем 50 подарочных охотничьих ружей, из которых более десятка — для наградных фондов Министерства Обороны Российской Федерации и Министерства внутренних дел. Считался единственным мастером, в совершенстве владеющем техникой гравировки под «мороз». Образцы его изделий представлялись на всех уровнях, начиная с региональных (например — художественная выставка «Большая Волга»), заканчивая международным (в Москве на ВДНХ, в Нюрнберге, на Всемирной выставке в Монреале, в Нью-Йорке и т. д.)

## Награды и звания
- Лауреат Орденов Ленина и Трудового Красного Знамени.
- Почётный гражданин города Ижевска.
- Народный художник Удмуртской АССР.
- Его имя занесено в «Почетную Книгу трудовой славы и героизма Удмуртской Республики».